# Mocorito (gemeente)
Mocorito is een gemeente in de Mexicaanse deelstaat Sinaloa. De hoofdplaats van Mocorito is Mocorito. Mocorito heeft een oppervlakte van 2566 km² en 44.217 inwoners (census 2005).
Ahome · Angostura · Badiraguato · Choix · Concordia · Cosalá · Culiacán · Eldorado · Elota · Escuinapa · El Fuerte · Guasave · Juan José Ríos · Mazatlán · Mocorito · Navolato · Rosario · Salvador Alvarado · San Ignacio · Sinaloa